# Золотівська міська рада
Золоті́вська міська́ ра́да — адміністративно-територіальна одиниця та орган місцевого самоврядування в Сєвєродонецькому районі Луганської області. Адміністративний центр — місто Золоте.

## Загальні відомості
Золотівська міська рада утворена в 1938 році.
- Територія ради: 24,91 км²
- Населення ради: 14 261 особа (станом на 2015 рік)
- Територією ради протікає річка Комишуваха

## Історія
7 жовтня 2014 року Верховна Рада України змінила межі Попаснянського району Луганської області, збільшивши територію району у тому числі за рахунок передачі 2491,00 гектара земель Золотівської міської ради (в тому числі територію міста Золоте). З 2020 року входить до новоствореного Сєвєродонецького району. 

## Населені пункти
Міській раді підпорядковані населені пункти:
- м. Золоте
- c. Катеринівка

## Склад ради
Рада складається з 30 депутатів та голови.
- Секретар ради: Богун Олег Миколайович

### Керівний склад попередніх скликань
| ПІБ                             | Основні відомості                                                                          | Дата обрання | Дата звільнення |
| ------------------------------- | ------------------------------------------------------------------------------------------ | ------------ | --------------- |
| Куріленко Сергій Дмитрійович    | Міський голова, 1949 року народження, член Партії регіонів                                 | 26.03.2006   | 31.10.2010      |
| Шамріна Олена Петрівна          | Секретар міської ради, 1958 року народження                                                | 26.03.2006   | 31.10.2010      |
| Кочевенко Володимир Миколайович | Міський голова, 1950 року народження, освіта вища, член Партії регіонів                    | 31.10.2010   | 01.10.2014      |
| Богун Олег Миколайович          | Секретар міської ради, 1961 року народження, освіта середня загальна, член Партії регіонів | 31.10.2010   |                 |

Примітка: таблиця складена за даними джерела

### Депутати
За результатами місцевих виборів 2010 року депутатами ради стали:

#### За суб'єктами висування
| Суб'єкт висування           | Кількість обраних депутатів | %    |
| --------------------------- | --------------------------- | ---- |
| Партія регіонів             | 22                          | 73,3 |
| Комуністична партія України | 8                           | 26,7 |

#### За округами
| № округу                    | Прізвище, ім'я, по батькові       | Дата визнання обраним | Освіта  | Партійна приналежність            | Відомості про обраного депутата                                                |
| --------------------------- | --------------------------------- | --------------------- | ------- | --------------------------------- | ------------------------------------------------------------------------------ |
| Комуністична партія України |                                   |                       |         |                                   |                                                                                |
| б/м                         | Михайлов Андрій Анатолійович      | 04.11.2010            | вища    | член Комуністичної партії України | Шахта «Золоте» ДП «Первомайськ-вугілля», електрослюсар                         |
| б/м                         | Пахомов Станіслав Григорович      | 04.11.2010            | вища    | член Комуністичної партії України | пенсіонер                                                                      |
| б/м                         | Нікулін Сергій Вікторович         | 05.11.2010            | середня | член Комуністичної партії України | Шахта «Золоте» ДП «Первомайськ-вугілля», машиніст підземного обладнання        |
| б/м                         | Сахарова Олена Михайлівна         | 05.11.2010            | середня | член Комуністичної партії України | тимчасово не працює                                                            |
| б/м                         | Жуганова Лариса Олексіївна        | 05.11.2010            | середня | член Комуністичної партії України | пенсіонер                                                                      |
| 3                           | Славнєйший Володимир Леонтійович  | 04.11.2010            | середня | член Комуністичної партії України | пенсіонер                                                                      |
| 5                           | Катуніна Галина Анатоліївна       | 04.11.2010            | середня | член Комуністичної партії України | тимчасово не працює                                                            |
| 6                           | Сулейманов Рашит Маулінович       | 04.11.2010            | середня | член Комуністичної партії України | тимчасово не працює                                                            |
| Партія регіонів             |                                   |                       |         |                                   |                                                                                |
| б/м                         | Богун Олег Миколайович            | 04.11.2010            | середня | член Партії регіонів              | ВП «Шахта Золоте» ДП Первомйськвугілля, електрослюсар                          |
| б/м                         | Корнієнко Тетяна Володимирівна    | 04.11.2010            | вища    | член Партії регіонів              | Золотівський гірничий ліцей, майстер виробничого навчання                      |
| б/м                         | Черкасова Валентина Іванівна      | 04.11.2010            | вища    | член Партії регіонів              | ВП «Шахта Первомайська» ДП Первомйськвугілля, телефоніст                       |
| б/м                         | Скороход Сергій Геннадієвич       | 04.11.2010            | середня | член Партії регіонів              | ВП «Шахта Карбоніт» ДП Первомйськвугілля, роздатчик ВМ                         |
| б/м                         | Лохматова Ірина Михайлівна        | 04.11.2010            | середня | член Партії регіонів              | Клуб «Шахтар», завідувачка                                                     |
| б/м                         | Нагорний Валерій Вікторович       | 04.11.2010            | вища    | член Партії регіонів              | фізична особа-підприємець                                                      |
| б/м                         | Богун Олег Олегович               | 04.11.2010            | вища    | член Партії регіонів              | ВП «Шахта Золоте» ДП Первомйськвугілля, електрослюсар підземний                |
| б/м                         | Шпунарська Зінаїда Петрівна       | 04.11.2010            | вища    | член Партії регіонів              | фізична особа-підприємець                                                      |
| б/м                         | Магур Світлана Зіновіївна         | 05.11.2010            | вища    | член Партії регіонів              | тимчасово не працює                                                            |
| б/м                         | Антоненко Олександр Володимирович | 28.02.2011            | вища    | член Партії регіонів              | ВП «Шахта Карбоніт» ДП Первомйськвугілля, начальник дільниці                   |
| 1                           | Кравченко Євген Васильович        | 04.11.2010            | вища    | член Партії регіонів              | ВП "Шахта «Первомайська» ДП «Первомайськвугілля», помічник начальника дільниці |
| 2                           | Алдушина Олена Геннадіївна        | 04.11.2010            | вища    | член Партії регіонів              | ВП «Автобаза» ДП «Первомайськвугілля», головний бухгалтер                      |
| 4                           | Зражевська Олена Миколаївна       | 04.11.2010            | середня | член Партії регіонів              | Поліклінічне відділення багато профільної лікарні, медсестра                   |
| 7                           | Максименко Валентина Василівна    | 04.11.2010            | середня | член Партії регіонів              | пенсіонер                                                                      |
| 8                           | Макара Інна Юріївна               | 04.11.2010            | вища    | член Партії регіонів              | Виконком Золотівської міської ради, заступник голови                           |
| 9                           | Радченко Ольга Анатоліївна        | 04.11.2010            | вища    | член Партії регіонів              | Золотівська багатопрофільна гімназія, директор                                 |
| 10                          | Щербакова Олена Геннадіївна       | 04.11.2010            | вища    | член Партії регіонів              | Виконком Золотівської міської ради, спеціаліст РАЦС                            |
| 11                          | Зайцева Інна Єгорівна             | 04.11.2010            | вища    | член Партії регіонів              | ВП "Шахта «Карбоніт» ДП «Первомайськвугілля», маркшейдер                       |
| 12                          | Носікова Ольга Олександрівна      | 04.11.2010            | вища    | член Партії регіонів              | Золотівська міська рада, юрис-консульт                                         |
| 13                          | Гончарова Раїса Федорівна         | 04.11.2010            | вища    | член Партії регіонів              | пенсіонер                                                                      |
| 14                          | Ковальчук Анатолій Михайлович     | 04.11.2010            | вища    | член Партії регіонів              | ВП "Шахта «Карбоніт» ДП «Первомайськвугілля», начальник дільниці               |
| 15                          | Павловська Любов Федорівна        | 04.11.2010            | середня | член Партії регіонів              | ВП "Шахта «Карбоніт» ДП «Первомайськвугілля», вихователь                       |